# Endocriene ziekte
Endocriene ziekten zijn ziekten van het hormoonstelsel, ook wel endocrien systeem genoemd. De tak van de geneeskunde die zich bezighoudt met deze ziekten, is de endocrinologie.

## Soorten ziekten
Endocriene ziekten kunnen globaal worden ingedeeld in een van de onderstaande drie categorieën:
1. Endocriene hyposecretie (leidt tot een gebrek aan het respectieve hormoon)
2. Endocriene hypersecretie (leidt tot een overschot aan het respectieve hormoon)
3. Tumoren in de hormoonklieren (goed- of kwaadaardig)

Hieronder worden de meestvoorkomende ziekten genoemd.

### Alvleesklier: Glucosehomeostase
- Diabetes mellitus
  - Diabetes type 1
  - Diabetes type 2
  - Zwangerschapsdiabetes
- Hypoglykemie
  - Insulinoom
- Glucagonoom

### Schildklier
- Schildkliervergroting
- Hyperthyreoïdie
  - Ziekte van Graves
- Hypothyreoïdie
- Thyroïditis
  - Ziekte van Hashimoto
- Schildklierkanker

### Hypofyse

#### Hypofyseachterkwab
- Diabetes insipidus

#### Hypofysevoorkwab
- Hypopituïtarisme
- Hypofysetumoren
  - Hypofyseadenoom
  - Prolactinoom
  - Acromegalie
  - Syndroom van Cushing

### Geslachtshormonen
- Geslachtsontwikkelingsziekten
  - Hermafroditisme
  - Gonadale dysgenese
  - Androgeenongevoeligheidssyndroom
- Hypogonadisme
  - Erfelijke aandoeningen (genetisch en chromosomaal)
    - Syndroom van Kallmann
    - Syndroom van Klinefelter
    - Syndroom van Turner

  - Verworven aandoeningen
    - Ovarieel falen (ook wel premature overgang)
    - Testiculair falen
- Puberteitsziekten
  - Vertraagde puberteit
  - Voortijdige puberteit
- Menstruatiefunctie- of vruchtbaarheidsziekten
  - Amenorroe
  - Polycysteus-ovariumsyndroom